# المطاهرة البحرية
قرية المطاهرة البحرية هي إحدى القرى التابعة لمركز المنيا بمحافظة المنيا في جمهورية مصر العربية. حسب إحصاءات سنة 2006، بلغ إجمالي السكان في المطاهرة البحرية 7560 نسمة، منهم 3991 رجلا و3569 امرأة.